# Pablo Pintos
Pablo César Pintos Cabral (nascido em 1 de julho de 1987) é um futebolista uruguaio que joga pelo CA Cerro.

## Carreira
Pintos começou sua carreira profissional em 2006 no Defensor, ele fez parte de dois times vencedores do campeonato enquanto jogou pelo clube. Eles ganharam o campeonato Apertura de 2007, o campeonato uruguaio de 2008 e o campeonato Clausura de 2009. Ele anotou 4 dois em 67 partidas que jogou em todas as competições.
Em 2009 Pintos assinou com o clube argentino San Lorenzo de Almagro por U$700.000. Fez sua estreia pelo time em 18 de agosto de 2009 em uma derrota por 2 a 1 ao Club Atlético Tigre pela Copa Sul-Americana de 2009. Em sua estreia na liga argentina, Pintos fez seu primeiro gol em uma vitória por 3 a 1 contra o Atlético Tucumán em 22 de agosto de 2009.
No verão de 2010 Pintos assinou com a Lazio mas a nova regra da Federação Italiana de Futebol fez com que o clube não pudesse registrar dois novos jogadores que não fossem da União Europeia depois de terem contratado Hernanes. Então Pintos foi para o Getafe.
Pintos assinou com o San Jose Earthquakes em setembro de 2014, e foi liberado em fevereiro do ano seguinte.